# Российско-мальдивские отношения
Российско-мальдивские отношения — двусторонние дипломатические отношения между Россией и Мальдивами. Дипломатические отношения были установлены 14 сентября 1966 года. За свою историю отношения дважды прерывались. 31 декабря 1991 года Мальдивская Республика признала Российскую Федерацию в качестве правопреемника Советского Союза. Интересы России в Мальдивской Республике в настоящее время представляет Посольство Российской Федерации в Шри-Ланке по совместительству.

## История
В марте 2004 года подписан двусторонний Протокол о политических (межмидовских) консультациях. В сентябре 2011 года «на полях» 66-й сессии Генеральной Ассамблеи ООН в Нью-Йорке состоялась встреча заместителя Министра иностранных дел Российской Федерации М. Л. Богданова с Министром иностранных дел Мальдивской Республики А. Насимом.
Развивается взаимодействие в правоохранительной сфере. 6 ноября 2014 года в ходе официального визита в город Мале Генерального прокурора Российской Федерации Ю. Я. Чайки подписано Соглашение о сотрудничестве между генеральными прокуратурами двух стран. С 70-х годов XX века российская сторона оказывает помощь Мальдивам в подготовке национальных кадров.
Внешнеторговый оборот между Россией и Мальдивами носят ограниченный характер (объём по итогам 2014 года не превысил 2 млн. долларов США).
Россия готовится открыть на архипелаге Генеральное консульство.
Чрезвычайный и Полномочный Посол Российской Федерации в Шри-Ланке и на Мальдивах по совместительству — Л.С.Джагарян (с 2022 года).

### Порядок въезда в Мальдивскую Республику
Традиционно туристам для посещения островов и атоллов Мальдивской Республики на срок до 30 дней не нужно подавать заявление на получение визы до прибытия, независимо от страны их происхождения, но при условии, что у них есть действительный паспорт, они могут подтвердить цель своей поездки и располагают достаточными денежными средствами.
С 25 июля 2019 года граждане РФ могут находиться как туристы на территории Мальдивской Республики до 90 дней без визы. Достаточно иметь действительный общегражданский заграничный либо дипломатический или служебный паспорт. Срок окончания действия паспорта должен составлять не менее 6 месяцев на момент въезда (предъявления).
По прибытии российским туристам необходимо заполнить иммиграционные декларации и пройти таможенный досмотр. При въезде на Мальдивы обязательно декларирование всех вещей, стоимость которых превышает $200. В случае если что-то из декларированных при въезде вещей не вывозится, властями налагается пошлина. При выезде из страны желательно наличие товарных чеков на значимые покупки, совершённые на территории островов.
Власти Мальдивских островов и атоллов требуют, чтобы каждый самостоятельно въезжающий иностранец имел подтверждение своей финансовой состоятельности. Турист должен иметь обратный авиабилет, оплаченный (забронированный) отель и подтверждённую сумму, эквивалентную $150 на человека в день.
Если у туриста из России отсутствует обратный авиабилет и бронь отеля, но имеется достаточная (на усмотрение миграционного офицера) сумма денег, то возможно внести «депозит обратного билета» в сумме 16200 мальдивских руфий, после чего вам должны поставить штамп с датой и временем прибытия. Разрешается въезжать, выезжать и следовать транзитом через территорию страны в течение установленного периода со дня въезда.
Если целью поездки является трудовая деятельность по найму или бизнес, учёба или проживание на территории Мальдивских островов свыше 90 дней, вступление в брак или воссоединение семьи, то в этом случае необходимо заблаговременно подать документы на соответствующую визу в Maldives Immigration. С 2018 года это можно сделать удалённо, направив соответствующий пакет документов на электронные адреса указанные на официальном сайте уполномоченного органа исполнительной власти или Генерального контролёра (Controller General of Immigration).